# Eduardo Rosende Sánchez
Eduardo Rosende Sánchez (Granada, 29 de junio de 1862 - Granada, 22 de diciembre de 1928 ) fue pintor de paisajes y escenas costumbristas de la escuela granadina de la segunda mitad del siglo XIX.

## Procedencia familiar
Provenía de una familia de artesanos granadinos. Su padre fue el exitoso ebanista Francisco de Paula Rosende Alvear (o Albea), su madre María de las Angustias Sánchez Aranda. Francisco estuvo involucrado en el Centro Artístico de Granada y estuvo allí i.a. responsable de exposiciones.

## Estudios
Cuando el pintor Mariano Fortuny vino a Granada en 1870, Eduardo recibió lecciones de él. Llegó tan lejos que Fortuny llevó al joven Rosende a Roma en 1874, pero allí murió repentinamente. Rosende volvió a Granada. En Granada asistió a la Escuela de Bellas Artes entre 1874-1880. En 1880-1882 marchó a Madrid y continuó su formación en la Escuela Especial de Pintura con Carlos de Haes y en la Sociedad de Acuarelistas. Pudo exponer en Madrid en dos ocasiones: en 1881 Recuerdo de Granada en la Exposición General de Bellas Artes y en la primavera de 1882 con Paisajes granadinos en el Círculo de Bellas Artes. Durante estos años quedó claro que la pintura de acuarela y la pintura al óleo sobre lienzo eran sus principales áreas de enfoque.

## Trayectoria

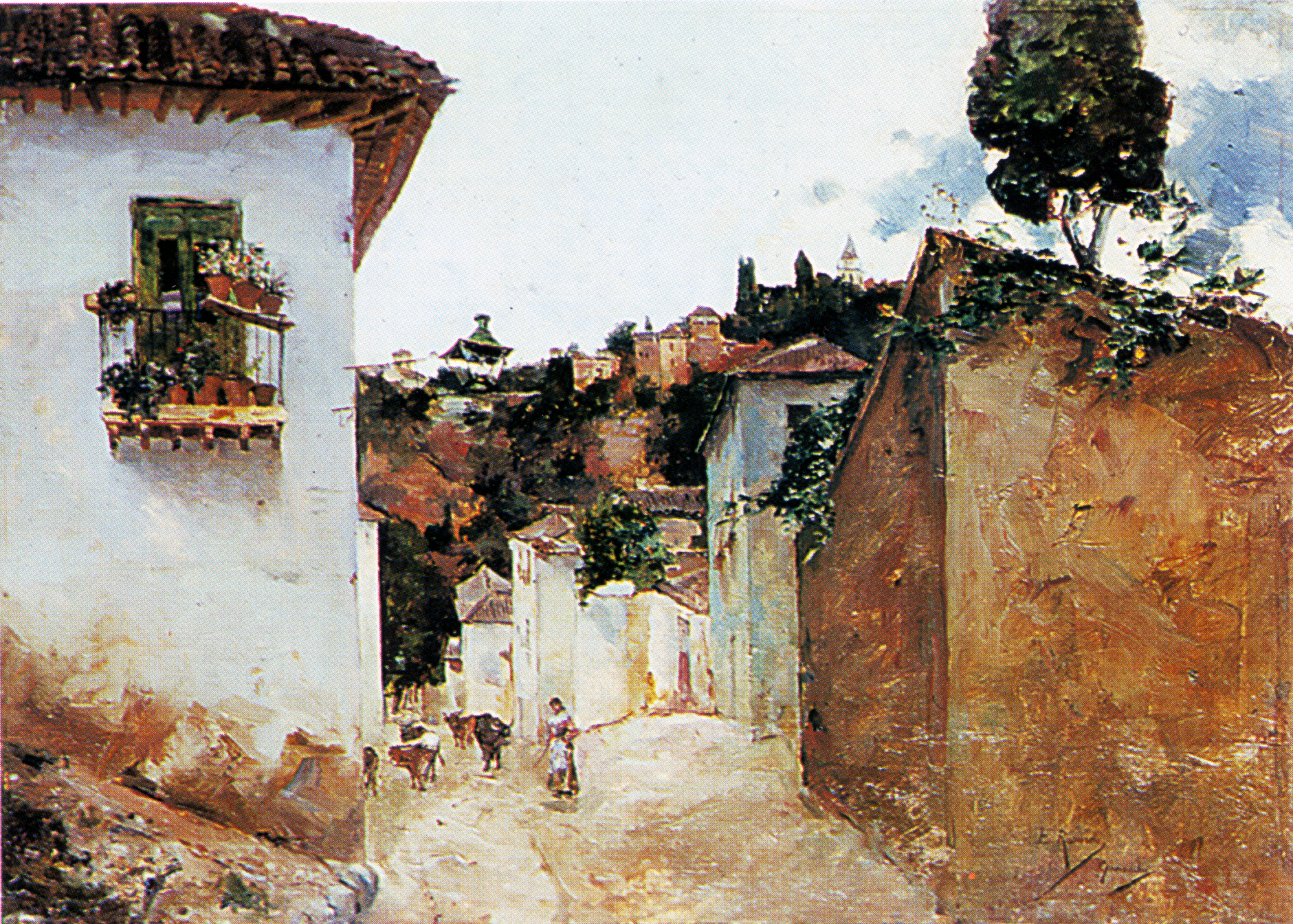
Eduardo Rosende, Cuesta del Chapiz (1884)

En 1883 participa en la Exposición Regional de Bellas Artes de Granada con los cuadros  La pluma y la espada y Flor silvestre. Este último ganó la medalla de plata. En el mismo año recibe el encargo de pintar a la pareja García Villatoro. En el verano de 1884 trabajó en una pintura de techo Alegoría de la industria y el comercio para el salón de la casa de Vicente Artega. De 1886 a 1888 asistió a cursos de dibujo de modelos para profundizar sus habilidades pictóricas. En 1887 participa en la Exposición del Corpus con el óleo Puerta de Toledo. En marzo de 1889 poseía un estudio en Burgo de Osma y allí era conocido como "Pintor á la moda" ("pintor de moda") según el diario "La Propaganda".
Luego trabajó en varias ciudades, entre ellas Madrid y París. Si en su juventud llevó una vida más bohemia, su matrimonio con Luisa del Álamo Díaz (1875-1953) en Granada el 19 de agosto de 1896 trajo otros compromisos. La pareja tuvo ocho hijos, seis de los cuales sobrevivieron hasta la edad adulta. Rosende ahora también trabajaba para otros pintores y los ayudaba a terminar las pinturas. Con el fin de asegurar la situación económica de su familia, asumió el cargo de profesor ayudante de Dibujo en el Instituto General y Técnico "Padre Suárez" en 1906. Durante este período también dibujó para el periódico El Noticero Granadino. En 1915 fue miembro de la "Junta Directiva de la Asociación de la Prensa". También trabajó como docente en la "Escuela de Artes y Oficios" y en las "Escuelas Pias".

## Obras

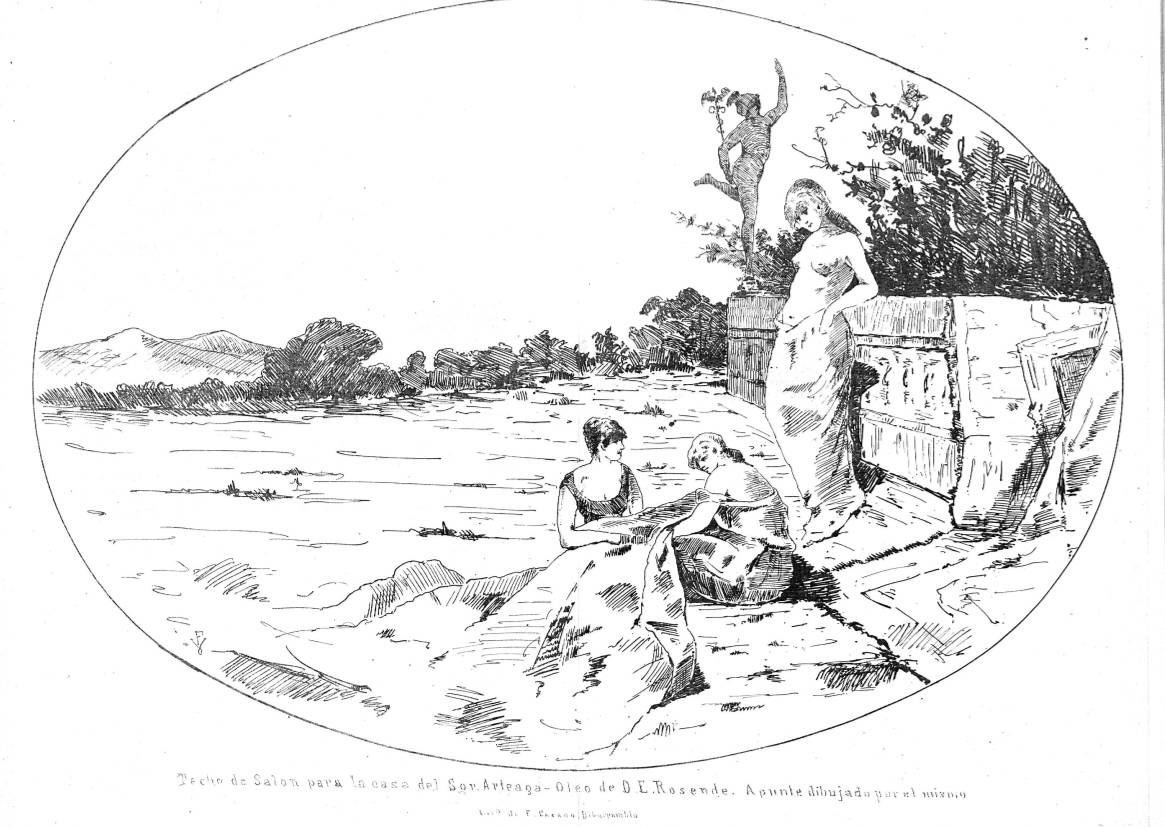
Eduardo Rosende, Apunte dibujado para Alegoría de la industria y el comercio (1884)

Entre las obras de Rosende se encuentran paisajes (por ejemplo, Recuerdo de Granada (1881); exposición en Bellas Artes, Madrid, 1881, Paisaje de Granada (1882); exposición en el Círculo de Bellas Artes, Madrid) y escenas costumbristas de la vida cotidiana en primer plano. También hay retratos (Retrato de D. Juan García Villatoro (1883), Retrato de la mujer de D. Juan. García Villatoro (1883)) y obras alegóricas (Alegoría de la industria y el comercio (1884); techo del salón) . Los motivos religiosos (La muerte de Lucrecia (1882); copia del original de Eduardo Rosales) o eclesiásticos son bastante raros. Los temas eran los temas que eran comunes en ese momento y obedecían las leyes de un mercado aún estrecho. Sus clientes provenían de la burguesía adinerada, que le encargó retratos, paisajes o pinturas de techo (como "Industria" y "Comercio"). “La obra de arte en la época de su reproductibilidad técnica” (Walter Benjamin) aún no ha tenido su avance. Su audiencia aún no eran las masas.
Entre sus obras se encuentra un abanico pintado a mano en el Museo Nacional del Romanticismo, Madrid.

## Clasificación: Tesis de Santos Moreno
Según Santos Moreno, Eduardo Rosende es un pintor típico de la escuela granadina. Su formación reflejó las posibilidades de un pintor de la escuela granadina. Buscó su desarrollo a través de una formación continua en Madrid: "El otro factor que desencadenó la mejora del panorama artístico local fue la marcha de un apreciable número de pintores granadinos a la Escuela Especial de Pintura, donde tuvieron la oportunidad de estudiar paisaje con Carlos Haes. El resultado fue una gran proliferación de cuadros con paisajes solos o ambientando escenas de costumbres.“ Esto se asoció con un "con una vuelta al costumbrismo romántico, realizado ahora con una técnica realista“.